# Американці азійського походження

Відсоткове розповсюдження населення азійського походження у Штатах

Американці азійського походження (англ. Asian American) — жителі США, що мають повне або часткове азійське походження (в поняття «Азія» у цьому випадку включаються Далекий Схід, Південно-Східна Азія та Індійський субконтинент). Слово увійшло в англійську мову США після того, як в офіційних колах країни стало переважати думка про некоректність назви східні люди (англ. Oriental). Поширеним також є нейтральне позначення «азійці (Asian).

## Історія
Вперше вихідці з Азії з'явилися на території сьогоднішніх США в 1763 році, відразу після закінчення Семирічної війни. Ними стали втікачі з іспанських кораблів через важкі умови служби філіппінці, що влаштувалися в Луїзіані. Оскільки, зі зрозумілих причин, серед них були тільки чоловіки, вони стали брати в дружини каджунських та індіанських дівчат, згодом асимілювавшись.
Перші китайські моряки з'явилися на Гаваях в 1778 році. Частина з них залишилася на островах, взявши в дружини місцевих мешканок. У XIX столітті на Гаваї прибуло безліч іммігрантів з Кореї, Японії та Китаю для роботи на цукрових плантаціях. В даний час Гаваї є єдиним штатом, де жителі азійського походження становлять більшість.
Наплив японських і (особливо) китайських іммігрантів в США в останній третині XIX і початку XX століть зростав настільки швидкими темпами, що для збереження білої більшості на Західному узбережжі керівництво країни було змушено прийняти ряд законів, які обмежили імміграцію зі Східної Азії.
В даний час зазначені закони скасовані як расистські, і азійці знову є (в першу чергу, завдяки високим темпам імміграції) найбільш швидкозростаюча демографічна група в США.

## Демографія
За даними перепису 2010 року, американці азійського походження становили 5,6% населення США. Найбільшими національними групами серед них були китайці (22% від загальної чисельності осіб азійського походження), філіппінці (20%), індійці (18%), в'єтнамці (10%), корейці (9%) і японці (7%). За 30 років (з 1980 по 2010 роки) чисельність азійців у США зросла в 5 разів (з 3,5 млн до 17,3 млн.).
Велика частина азійської громади США проживає на Західному узбережжі, при цьому більше половини всіх азійців живе в штаті Каліфорнія. Так само великі азійські громади є на північному сході. Найбільші райони розселення азійців - Лос-Анджелеська та Нью-Йоркська агломерації, а також область затоки Сан-Франциско. Великі громади є також у Чикаго, Атланті, Х'юстоні і Далласі. Єдиний штат з азійською більшістю - Гаваї.

## Культура і релігія
На відміну від іммігрантів з Близького Сходу і Північної Африки, які зберігали вірність ісламу навіть в поколіннях, народжених уже в США, американці азійського походження, як правило, або переходять в християнство (близько 40%) або стають атеїстами (30%, найвищий показник серед усіх громад США). Втім, ця тенденція слабо зачіпає вихідців з мусульманських країн і регіонів - вони, в більшості випадків, залишаються мусульманами (близько 8% від загальної чисельності).
Іммігрантам з Азії властива сильна тяга до життя в мононаціональних кварталах (Чайнатаун і т. п.), збереження рідних мов в повсякденному спілкуванні навіть після десятиліть життя в США, укладення шлюбів усередині національних громад. Близько 2,8 млн американців розмовляють вдома різними діалектами китайської мови - це другий в США показник для неанглійської мови після іспанської. 

## Соціально-економічне становище
Існує стійкий стереотип («Ідеальна меншість», англ. Model minority), згідно з яким американці азійського походження є найбільш успішною в соціально-економічному плані групою населення США. У певному сенсі це дійсно так - дана громада станом на 2012 рік має найвищий серед усіх демографічних груп країни (включаючи білих американців) рівень освіти, а також отримує найвищий середній дохід в рік. Проте, при більш уважному розгляді з'ясовується, що ці показники досягнуті за рахунок японської, корейської та (частково) китайської діаспори.
На відміну від афро і латиноамериканців, економічно активна частина яких зайняті переважно у виробничому секторі і сфері послуг відповідно, азійці в основному є власниками власного бізнесу, або зайняті в науці і сфері високих технологій (зрозуміло, це не стосується недавно прибулих іммігрантів з бідних країн).